# Idactus rusticus
Idactus rusticus är en skalbaggsart som beskrevs av Aurivillius 1916. Idactus rusticus ingår i släktet Idactus och familjen långhorningar. Inga underarter finns listade i Catalogue of Life.